# 爱默生布罗莫-塞尔策塔
爱默生布罗莫-塞尔策塔（Emerson Bromo-Seltzer Tower）是马里兰州巴尔的摩的一座15层楼的地标建筑钟楼，高88米（289英尺），建于1907–1911年，位于市中心南尤托街（South Eutaw Street）21号，即西伦巴底街（West Lombard Street）口东北角。它曾是1911年至1923年间巴尔的摩全市的最高建筑，直到被公民国家银行大楼（Citizens National Bank building）所取代。它是由本地建筑师约瑟夫·埃文斯·斯佩里（Joseph Evans Sperry，1854-1930）为头痛止痛药布罗莫-塞尔策（Bromo-Seltzer）的发明者艾萨克·爱德华·艾默生（Isaac Edward Emerson，1859-1931）设计。
多年来，它一直是艾默生制药公司的一部分，后来，周围的公司总部和制造厂被夷为平地，为目前服务巴尔的摩市中心西侧的约翰·斯蒂德曼消防站所取代。
该塔楼在第15层，东南西北四面设有四个装饰性钟面。不同楼层分别有字母B-R-O-M-O S-E-L-T-Z-E-R，
- B-10
- R-11
- O-12
- M-1
- O-2
- S-9
- E-8
- L-7
- T-6
- Z-5
- E-4
- R-3